# بوکور (مجارستان)
بوکور (به مجاری:  Bokor) یک شهرداری در مجارستان است که در ناحیه پاستو واقع شده‌است. بوکور ۶٫۷۵ کیلومتر مربع مساحت و ۱۳۲ نفر جمعیت دارد.